# Grand Prix de Tennis de Lyon 2005
Il Grand Prix de Tennis de Lyon 2005 è stato un torneo di tennis giocato sul cemento indoor.  
È stata la 19ª edizione del Grand Prix de Tennis de Lyon, 
che fa parte della categoria International Series nell'ambito dell'ATP Tour 2005.
Il torneo si è giocato al Palais des Sports de Gerland di Lione in Francia, dal 24 al 31 ottobre 2005.

## Campioni

### Singolare
Andy Roddick ha battuto in finale  Gaël Monfils con il punteggio di 6–3, 6–2

### Doppio
Michaël Llodra /  Fabrice Santoro hanno battuto in finale  Jeff Coetzee /  Rogier Wassen con il punteggio di 6–3, 6–1